# Teggiano
Teggiano est une commune italienne de la province de Salerne, dans la région Campanie.

## Administration
| Période                                  | Période  | Identité          | Étiquette | Qualité |
| ---------------------------------------- | -------- | ----------------- | --------- | ------- |
| 6 juin 2016                              | En cours | Michele Di Candia |           |         |
| Les données manquantes sont à compléter. |          |                   |           |         |

### Hameaux
Facofano, Macchiaroli, Pantano, Piedimonte, Prato Perillo, San Marco.

### Communes limitrophes
Atena Lucana, Corleto Monforte, Monte San Giacomo, Piaggine, Sacco, Sala Consilina, San Pietro al Tanagro, San Rufo, Sant'Arsenio, Sassano.